# 27397 D'Souza
27397 D'Souza è un asteroide della fascia principale. Scoperto nel 2000, presenta un'orbita caratterizzata da un semiasse maggiore pari a 2,6081953 UA e da un'eccentricità di 0,1104771, inclinata di 7,34132° rispetto all'eclittica.